# Championnat de France féminin de hockey sur glace 2015-2016
Saison précédente Saison suivante
La saison 2015-2016 est la 30e édition du Championnat de France féminin de hockey sur glace. Elle voit la victoire des Bisons de Neuilly-sur-Marne pour la quatrième année de suite avec un parcours presque parfait, une défaite en saison régulière et aucune lors de la phase finale.

## Saison régulière
Dix équipes sont engagées en élite féminine et elles sont divisées en deux poules :
- poule A : Caen/Brest, Jokers de Cergy, Jets d'Évry Viry, Bisons de Neuilly-sur-Marne, Pays de la Loire (anciennement Nantes), Loups de St-Ouen, Remparts de Tours ;
- poule B : Brûleurs de loups de Grenoble, Hockey Féminin 74 (anciennement Chamonix) et Languedoc/Roussillon.

La saison régulière a lieu entre le 26 septembre 2015 et le 19 mars 2016 et les équipes sont regroupées par implantation géographique. 
Les points seront attribués de la façon suivante :
- victoire dans le temps règlementaire : 3 points ;
- victoire en prolongation ou aux tirs au but : 2 points ;
- défaite en prolongation ou aux tirs au but : 1 point ;
- défaite dans le temps règlementaire : 0 point.

### Poule Nord
| Clt   | Équipe            | PJ | V  | VP | D  | DP | BP  | BC  | Pts |
| ----- | ----------------- | -- | -- | -- | -- | -- | --- | --- | --- |
| +001, | Neuilly-sur-Marne | 12 | 11 | 0  | 1  | 0  | 147 | 26  | 33  |
| +002, | St-Ouen           | 11 | 8  | 1  | 2  | 0  | 68  | 22  | 26  |
| +003, | Cergy             | 12 | 8  | 0  | 3  | 1  | 98  | 24  | 25  |
| +004, | Tours             | 12 | 5  | 1  | 6  | 0  | 60  | 37  | 17  |
| +005, | Caen/Brest        | 11 | 5  | 0  | 5  | 1  | 89  | 45  | 16  |
| +006, | Évry/Viry         | 12 | 2  | 0  | 10 | 0  | 11  | 149 | 6   |
| +007, | Pays de la Loire  | 12 | 0  | 0  | 12 | 0  | 4   | 174 | 0   |

- Équipe qualifiée pour la phase finale

### Poule Sud
| Clt   | Équipe               | PJ | V | VP | D | DP | BP | BC | Pts |
| ----- | -------------------- | -- | - | -- | - | -- | -- | -- | --- |
| +001, | Languedoc/Roussillon | 6  | 6 | 0  | 0 | 0  | 35 | 4  | 18  |
| +002, | Grenoble             | 6  | 1 | 1  | 4 | 0  | 11 | 21 | 5   |
| +003, | Hockey Féminin 74    | 6  | 1 | 0  | 4 | 1  | 9  | 30 | 4   |

- Équipe qualifiée pour la phase finale

## Phase finale
Les deux meilleures équipes de chaque poule s'affrontent au sein d'un tournoi final les 15, 16 et 17 avril dans les patinoires de St-Ouen et de Garges.
| Clt   | Équipe               | PJ | V | VP | D | DP | BP | BC | Pts |
| ----- | -------------------- | -- | - | -- | - | -- | -- | -- | --- |
| +001, | Neuilly-sur-Marne    | 3  | 3 | 0  | 0 | 0  | 19 | 6  | 9   |
| +002, | St-Ouen              | 3  | 1 | 1  | 1 | 0  | 8  | 7  | 5   |
| +003, | Languedoc/Roussillon | 3  | 1 | 0  | 1 | 1  | 13 | 9  | 4   |
| +004, | Grenoble             | 3  | 0 | 0  | 3 | 0  | 1  | 19 | 0   |

- Équipe championne de France